# نيكولا ريبيتش
نيكولا ريبيتش (بالصربية: Никола Ребић) مواليد 22 يناير 1995 في بلغراد، صربيا والجبل الأسود، هو لاعب كرة سلة صربي. بدأ مسيرته الاحترافية في سنة 2012. يلعب مع نادي ميغا لكرة السلة كلاعب هجوم خلفي.

## المسيرة الاحترافية
لعب مع نادي إف إم بي لكرة السلة في موسم 2012–2013، ثم لعب مع نادي ريد ستار لكرة السلة من سنة 2013 إلى 2016، ثم لعب مع نادي ميغا لكرة السلة في سنة 2016.

## روابط خارجية
- نيكولا ريبيتش على موقع الاتحاد الدولي لكرة السلة (الإنجليزية)
- نيكولا ريبيتش على موقع الدوري الأوروبي لكرة السلة (الإنجليزية)
- نيكولا ريبيتش على موقع الدوري الإسباني لكرة السلة (الإسبانية)
- نيكولا ريبيتش على موقع كرة السلة الأوروبية.كوم (الإنجليزية)
- نيكولا ريبيتش على موقع DraftExpress.com (الإنجليزية)
- نيكولا ريبيتش على موقع ريلجم (الإنجليزية)
- نيكولا ريبيتش على موقع بروبوليرز (الإنجليزية)
- نيكولا ريبيتش على موقع سبورتس رفرنس (الإنجليزية)